# شریک (فیلم ۲۰۰۷)
شریک (به انگلیسی: Partner) فیلمی محصول سال ۲۰۰۷ و به کارگردانی دیوید داوان است. در این فیلم بازیگرانی همچون گوویندا ، سلمان خان، لارا دوتا، کاترینا کایف، دالیپ تاهیل، آرتی چهابریا، سورش منون، دیپشیکها ناگپال، تیکو تالسانیا، راجپال یاداو ایفای نقش کرده‌اند.